# La Vie des sœurs Brontë
Pour plus de détails, voir Fiche technique et Distribution.
La Vie des sœurs Brontë (To Walk Invisible: The Brontë Sisters) est un téléfilm britannique réalisé par Sally Wainwright, sorti en 2016.

## Synopsis
Le film explore les relations entre les sœurs Brontë - Charlotte, Emily, Anne - et leur frère Branwell.

## Fiche technique
- Titre : La Vie des sœurs Brontë
- Titre original : To Walk Invisible: The Brontë Sisters
- Réalisation : Sally Wainwright
- Scénario : Sally Wainwright
- Musique : John Lunn
- Photographie : David Raedeker
- Montage : Richard Cox
- Production : Karen Lewis
- Société de production : BBC Wales
- Pays :  Royaume-Uni
- Genre : Biopic, drame et historique
- Durée : 120 minutes
- Date de diffusion :
  -  Royaume-Uni : 29 décembre 2016

## Distribution
- Finn Atkins (VF : Edwige Lemoine) : Charlotte Brontë
  - Rosie Boore (VF : Lucille Boudonnat) : Charlotte jeune
- Charlie Murphy (VF : Karine Foviau) : Anne Brontë
  - Lara McDonnell : Anne jeune
- Chloe Pirrie (VF : Jessica Monceau) : Emily Brontë
  - Talia Barnett : Emily jeune
- Adam Nagaitis : Branwell Brontë
  - Troy Tipple : Branwell jeune
- Jonathan Pryce (VF : Philippe Ariotti) : Patrick Brontë
- James Norton : le duc Arthur Wellesley de Wellington
- Matt Adams : le capitaine Parry / Jack Sharp
- Kris Mochrie : le capitaine Ross
- Jonathon Carley : Napoléon Bonaparte
- June Watson : Tabby Aykroyd
- Mark Frost (VF : Emmanuel Gradi) : John Brown
- Megan Parkinson (VF : Lucille Boudonnat) : Martha Brown
- Jill Baker (VF : Françoise Pavy) : tante Branwell
- David Walmsley (VF : Jérémy Prévost) : Joe Leyland
- Rebecca Callard (VF : Valérie Nosrée) : Miss Pratchett
- Rory Fleck Byrne : Arthur Bell Nicholls
- Joe Armstrong : William Allison
- Rhys Connah : Thomas Mallinson
- Jamie Dorrington (VF : Sébastien Ossard) : Enoch Thomas
- Thomas Howes (VF : Fabrice Fara) : Samuel Hartley
- Karen Shaw : Mme Robinson
- Thomas Nelstrop (VF : Laurent Larcher) : Dr Wheelhouse
- Freddie Meredith : Kent
- Luke Newberry (VF : Gabriel Bismuth-Bienaimé) : George Smith
- Hugh Simon : William Smith Williams
- Gracie Kelly (VF : Marie Millet-Giraudon) : Ellen Nussey
- Paul Kynman (VF : Jean-François Aupied) : Henchman

## Accueil
Lucy Mangan pour The Guardian a qualifié le film de « sombre, beau et brillant ».